# Ангелина Славова
Ангелина Славова е българска актриса. Занимава се с озвучаване на филми и сериали.

## Биография
Родена е на 17 април 1970 г. Завършва актьорско майсторство за драматичен театър в ВИТИЗ „Кръстьо Сарафов“ през 1992 г. в класа на проф. Стефан Данаилов.
Играе на сцената на Младежкия театър. Участвала е в театралните спектакли „Елизавета Бам“, „Три сестри“, „Поглед от моста“, „Лунни невени“, „Скъпа Елена Сергеевна“ и много други.
За образа на Тили в „Лунни невени“ получава „Аскеер“ за поддържаща роля през 1997 г. Освен това е носител на наградата на името на Невена Коканова – за дебют от 27-ото издание на филмовия фестивал „Златна роза“, за ролята си във филма „Маймуни през зимата“. През 2010 г. получава „Аскеер“ за водеща женска роля в спектакъла „Нордост – приказка за разрушението“ от Торстен Бухщайнер, реж. Василена Радева в Младежкия театър.
От 2016 г. играе сестра Ненева в сериала „Откраднат живот“.

## Кариера на озвучаваща актриса
Славова се занимава с озвучаване от 90-те години. Сред сериалите с нейно участие са „Касандра“, „Трима братя, три сестри“, „Жената в огледалото“, „Дневниците на вампира“, както и анимационните поредици „Тайнствените златни градове“ (дублаж на Диема Вижън), „Дък Доджърс“ (дублаж на bTV), „Дора изследователката“ и „Остров Пълна драма“.

## Филмография
- „Дълга зима“ (късометражен, 2005 г.), реж. Timo Kalevi Puukko
- „Маймуни през зимата“ (2006 г.) – Тана
- „Вътрешен глас“ (2008 г.) – Велика
- „Откраднат живот“ (2016 г.) – медицинска сестра Ненева
- „Живи комини“ (2018) - Василка

## Награди
- Аскеер 2010 за ролята на Олга в „НОРДОСТ – приказка за разрушението“, реж. Василена Радева

- Аскеер 1997 за ролята на Тили в „Лунни невени“, реж. Николай Бинев

- Награда на името на Невена Коканова за дебют от 27-о издание на филмовия фестивал „Златна роза“ за ролята си във филма „Маймуни през зимата“, реж. Милена Андонова

- Носител на награди от национални актьорски конкурси за интерпретация на поетично творчество[4]